# Subalternitat

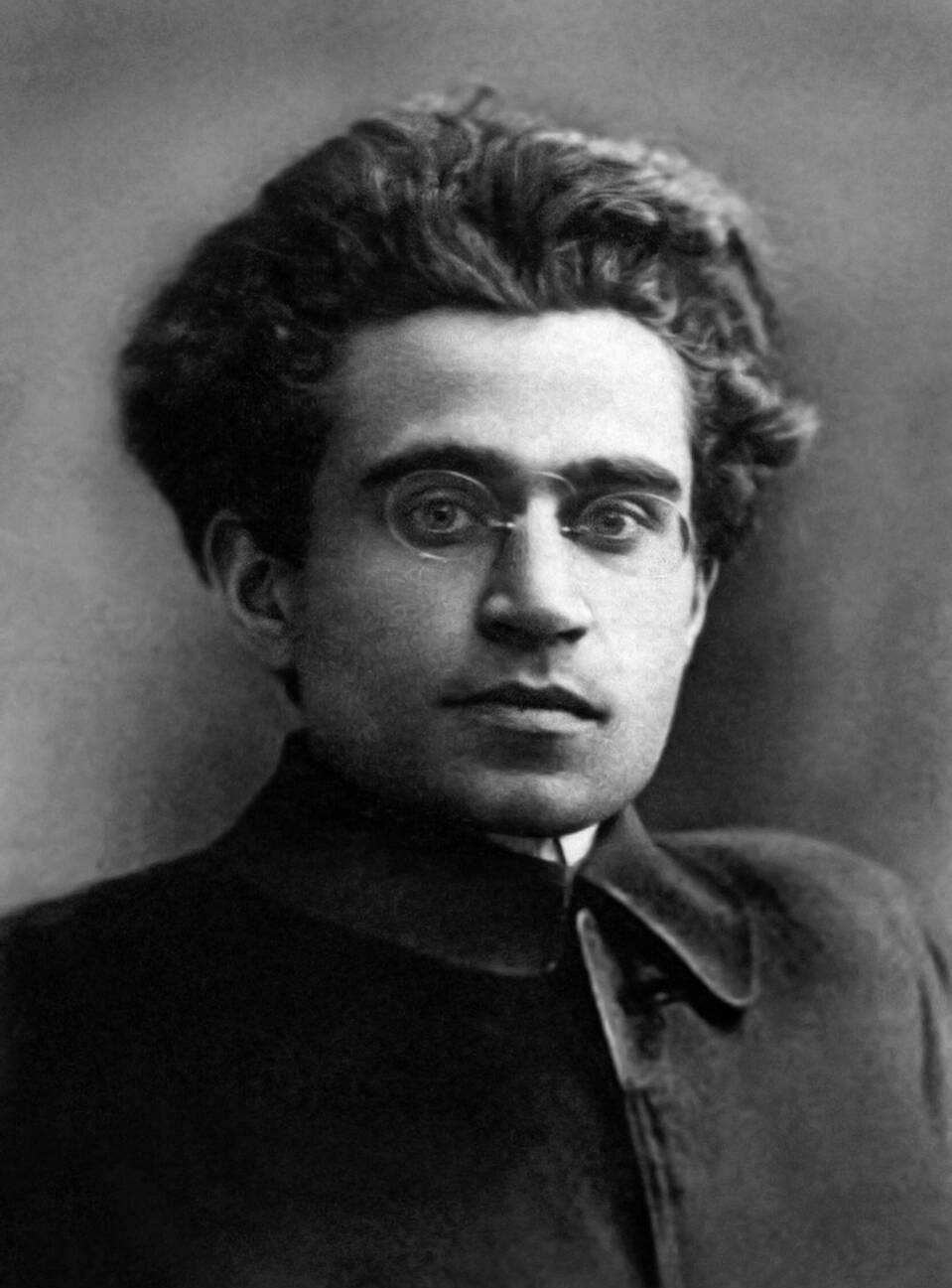
La identitat del "nadiu subaltern" és un concepte que deriva de la teoria de l'hegemonia cultural d'Antonio Gramsci, un intel·lectual marxista italià.

En els estudis postcolonials i en la teoria crítica, el terme subaltern designa les poblacions colonials que es troben socialment, políticament i geogràficament fora de la jerarquia del poder d'una colònia i de la pàtria metropolitana de l'imperi. Al descriure l'hegemonia cultural com a història popular, Antonio Gramsci va encunyar el terme subaltern per identificar els grups socials exclosos i desplaçats de les institucions socioeconòmiques de la societat per negar les seves veus polítiques. Els termes estudis subalterns i subalterns van entrar en el vocabulari del postcolonialisme a través de les obres del grup d'Estudis Subalterns d'historiadors que exploraven el paper d'actors polítics dels homes i les dones que constitueixen la població de masses, en lloc de tornar a explorar l'actor polític. de les elits socials i econòmiques de la història de l'Índia.
Com a mètode d'investigació i anàlisi del paper polític de les poblacions subalternes, la teoria de la història de Marx presenta la història colonial des de la perspectiva del proletariat, en la qual el qui i el què de les classes social es determina a través de les relacions econòmiques en el si de la societat. Des dels anys setanta, el terme subaltern denota els pobles colonitzats del subcontinent indi, i la història imperial explicada des de baix, des de la perspectiva dels pobles colonitzats, més que no des de la perspectiva dels colonitzadors d'Europa occidental. En els anys vuitanta, el mètode d'investigació històrica dels Estudis Subalterns es va aplicar a la historiografia sud-asiàtica. Com a element del discurs teòric, el concepte del subaltern es va originar com a mètode eurocèntric d'investigació històrica per a l'estudi dels pobles no occidentals (d'Àfrica, Àsia i Orient Mitjà) i la seva relació amb Europa occidental com a centre del món. Així els estudis subalterns es van convertir en el model d'investigació històrica de l'experiència del colonialisme del subaltern al subcontinent indi.

## Significacions
En la teoria postcolonial, el terme subaltern descriu les classes socials més baixes i els altres grups socials desplaçats als marges d'una societat; en una colònia imperial, un subaltern és un home o dona nadiu sense capacitat de decisió, tal com el defineix el seu estatus social. [3] Tanmateix, l'erudit feminista Gayatri Chakravorty Spivak va advertir una aplicació àmplia del terme subaltern, perquè la paraula:
| « | subaltern no és només una paraula elegant per a "oprimits", per a [l'altre], per a algú que no tingui un tros del pastís. . .. En termes post-colonials, tot allò que té limitat o nul accés a l'imperialisme cultural és subaltern: un espai de diferència. Ara, qui diria que només són els oprimits? La classe obrera està oprimida. No és subalterna. . . . Molta gent vol reivindicar la condició de subalternitat. Són els menys interessants i els més perillosos. Vull dir, només per ser una minoria discriminada als campus universitaris no necessiten la paraula "subaltern". . . . Haurien de veure quins són els mecànics de la discriminació. Estan dins del discurs hegemònic, volen un tros del pastís i no se’ls permet, així que deixeu-los parlar, utilitzeu el discurs hegemònic. No han d'anomenar-se subalterns. | » |

En la teoria marxista, el sentit civil del terme subaltern el va utilitzar per primera vegada Antonio Gramsci (1891-1937). En les discussions sobre el significat del terme subaltern a l'obra de Gramsci, Spivak va dir que utilitzava la paraula com a sinònim del proletariat (una paraula clau per enganyar al censor de la presó per permetre als seus manuscrits sortir de la presó), però evidències contemporànies indiquen que el terme era un concepte nou en la teoria política de Gramsci. El crític postcolonial Homi K. Bhabha va emfasitzar la importància de les relacions de poder social en la definició de grups socials subalterns com a minories racials oprimides i racials, la presència social dels quals era crucial per a l'autodefinició del grup majoritari. Com a tals, els grups socials subalterns, però, també estan en condicions de subvertir l'autoritat dels grups socials que ostenten el poder hegemònic.
A Toward a New Legal Common Sense (2002), el sociòleg Boaventura de Sousa Santos va aplicar el terme cosmopolitisme subaltern per descriure la pràctica contrahegemònica de lluita social contra el neoliberalisme i la globalització, especialment la lluita contra l'exclusió social. A més, de Sousa Santos va aplicar el cosmopolitisme subaltern com a intercanviable amb el terme legalitat cosmopolita per descriure el marc de diverses normes destinades a fer realitat la igualtat de diferències, en què el terme subaltern identifica els pobles oprimits, als marges de la societat, que lluiten contra la hegemonia de la globalització econòmica. El context, el temps i el lloc determinen qui, entre els pobles marginats, és un subaltern. A l'Índia, les dones, els intocables i els treballadors rurals, formen part de l'estrat social subaltern.

## Teoria
La teoria postcolonial estudia el poder i el domini continu de les formes occidentals d'investigació intel·lectual, amb els mètodes de generació de coneixement. Al llibre Orientalism (1978), Edward Said, es refereix conceptualment als indígenes subalterns oprimits, per explicar com la perspectiva eurocèntrica de l'orientalisme va produir els fonaments ideològics i les justificacions per a la dominació colonial. Abans de les seves exploracions reals de l'Orient, els europeus havien inventat geografies imaginàries: imatges predefinides dels pobles salvatges i llocs exòtics que es troben més enllà de l'horitzó del món occidental. Les mitologies de l'orientalisme foren reforçades pels viatgers que tornaven d'Àsia a Europa amb informes de monstres i terres salvatges, basats en la diferència conceptual i l'estranyesa d'Orient. Aquests discursos culturals sobre els orientals es van perpetuar a través dels mitjans de comunicació de masses de l'època i van crear una relació social binària que definia les diferències entre l'Orient i l'Occident. Com a fonament del colonialisme, la relació social binària Nosaltres-i-Ells va representar erròniament Orient com si fossin terres endarrerides i irracionals i, per tant, amb la necessitat de la missió civilitzadora europea, per ajudar-los a ser moderns en el sentit occidental. Per tant, el discurs eurocèntric de l'orientalisme exclou les veus dels indígenes subalterns, és a dir: als mateixos orientals.
El teòric cultural Stuart Hall va dir que el poder del discurs cultural va crear i va reforçar la dominació occidental del món no occidental. El fet que els discursos europeus que descriuen les diferències entre l'Oest i l'Est, aplicassin categories culturals, llenguatges i idees europees per representar els no europeu. El coneixement produït per aquests discursos va esdevenir una praxi social, que es va arribar a convertir en realitat, en produir un discurs de la diferència, Europa va mantenir el domini occidental sobre els altres no europeus, utilitzant una relació social binària que va crear i va establir el natiu subaltern, excloent l'altre de la producció del discurs entre Orient i Occident.

## La veu dels subalterns
A "Geografies del post colonialisme" (2008), Joanne Sharp va desenvolupar la línia de raonament d'Spivak segons la qual els intel·lectuals occidentals desplacen al marge del discurs intel·lectual les formes no occidentals de "coneixement" reformulant i, per tant, disminuint intel·lectualment, aquestes formes d'adquisició de coneixement. com a mite i folklore. Per ser escoltat i ser conegut, el nadiu subaltern ha d'adoptar maneres de saber occidentals (llengua, pensament, raonament). A causa d'aquesta occidentalització, un poble subaltern mai no pot expressar les seves formes natives de saber i, en canvi, ha de conformar la seva expressió autòctona del coneixement a les maneres colonials occidentals de conèixer el món. Els nadius subordinats poden ser escoltats pels colonitzadors només parlant la llengua del seu imperi, així, els filtres de conformitat intel·lectuals i culturals barregen la veritable veu del nadiu subaltern. Per exemple, a l'Amèrica Llatina Colonial, els indígenes subordinats s'ajustaven a la cultura colonial, i utilitzaven els filtres lingüístics de religió i servitud a l'hora d'adreçar-se als seus governants imperials espanyols. Per fer una crida efectiva a la Corona espanyola, els esclaus i els nadius es dirigien als governants de manera que s'emmascaraven les seves maneres de parlar pròpies i natives.
L'historiador Fernando Coronil va dir que el seu objectiu d'investigador ha de ser "escoltar els temes subalterns, interpretar el que escolt, implicar-los i interactuar amb les seves veus. No podem ascendir a una posició de domini sobre la veu, reduir les seves paraules als significats que volem atribuir-los. Això és simplement una altra forma de discriminació. El poder de narrar la història d'algú és una tasca pesada, i hem de ser prudents i conscients de les complicacions que comporta. "[12] Com Spivak, bell hooks qüestiona el compromís acadèmic amb els altres no occidentals. Per a comunicar-se veritablement amb el subaltern, l'acadèmic hauria de deixar de ser "l'expert" del centre de la relació social binària Vosaltres-i-Els. Tradicionalment, l'acadèmic vol conèixer les experiències del colonialisme a través dels nadius subalterns, però no vol conèixer l'explicació (pròpia) del subaltern sobre les seves experiències de dominació colonial. A la vista de la mecànica del coneixement occidental, bell hooks va dir que una veritable explicació només pot provenir de l'experiència de l'acadèmic occidental i, per tant, és el subaltern nadiu qui lliura el coneixement del colonialisme als acadèmics investigadors. Quant a la relació binària d'investigació, entre l'acadèmic i el subaltern, hooks va dir que
| «                                              | [No hi ha] cap necessitat de sentir la teva veu [nativa] quan puc parlar de tu millor que com en pots parlar tu mateix. No cal escoltar la teva veu. Només parla'm del teu dolor. Vull conèixer la teva història. I després t’ho explicaré d'una manera nova. Ho diueu de tal manera que s'ha convertit en meu. Reescrivint-te, m'escric de nou. Encara sóc autor, autoritat. Encara sóc [el] colonitzador, el subjecte que parla, i ara sou al centre del meu discurs. | » |
| — "Marginality as a Site of Resistance" (1990) | |   |

Com a forma de construir una gran història de la societat, la història del subaltern és un examen revelador de l'experiència del colonialisme des de la perspectiva de l'home subaltern i la dona subaltern, la gent més impotent que viu dins dels límits socioeconòmics d'imperialisme, per tant, l'investigador acadèmic del postcolonialisme no ha d'assumir la superioritat cultural quan estudia la veu dels nadius subalterns.

## El discurs sobre el desenvolupament
El discurs sobre el desenvolupament, que es basa en el coneixement del colonialisme i l'orientalisme, se centra en la teoria de la modernització, en la qual la modernització d'un país subdesenvolupat hauria de seguir el camí cap a la modernització presa pels països desenvolupats d'Occident. Com a tal, la modernització es caracteritza pel lliure comerç, els mercats oberts, els sistemes econòmics capitalistes i els sistemes democràtics de govern, com el mitjà pel qual una nació hauria de modernitzar el seu país en ruta cap a convertir-se en un país desenvolupat a l'estil occidental. Per tant, el discurs principal del desenvolupament se centra en l'aplicació de polítiques universals socials i polítiques, econòmiques i culturals que establiran nacionalment aquesta modernització.
A Making Development Geography (2007), Victoria Lawson presenta una crítica del discurs del desenvolupament principal com a simple recreació del subaltern, que es fa mitjançant la separació del subaltern d'altres escales socials, com ara la local i la comunitària, sense considerar les diferències entre espais regionals, classes socials, grups ètnics, sexuals i de gènere entre els pobles i països en procés de modernització. La continuació del tractament sociocultural del subaltern com a subjecte de desenvolupament, com a subordinat que ignora què s'ha de fer i com fer-ho; i excloent les veus dels pobles subjectes de les formulacions de polítiques i pràctiques que es fan servir per aplicar la modernització.
Com a tals, els subalterns són pobles que han estat silenciats en l'administració dels estats colonials que constitueixen, que es poden escoltar mitjançant les seves accions polítiques, realitzades en protesta contra el discurs del desenvolupament i, per tant, crear-ne el seu propi, generant formes adequades de modernització i desenvolupament. Per tant, els grups socials subalterns creen moviments socials, polítics i culturals que disputen i desmunten les reivindicacions exclusives del poder de les potències imperialistes occidentals, establint així l'ús i l'aplicació del coneixement local per crear nous espais d'oposició i alternatius, no imperialistes.